# Ramaria raveneliana
Ramaria raveneliana är en svampart som först beskrevs av Coker, och fick sitt nu gällande namn av R.H. Petersen 1982. Ramaria raveneliana ingår i släktet Ramaria och familjen Gomphaceae.   Inga underarter finns listade i Catalogue of Life.